# Matelea quindecimlobata
Matelea quindecimlobata är en oleanderväxtart som beskrevs av Farinaccio och W.D.Stevens. Matelea quindecimlobata ingår i släktet Matelea och familjen oleanderväxter. Inga underarter finns listade i Catalogue of Life.